# Antykiller
Antikiller (ros. Антикиллер) – rosyjski film akcji z 2002 roku w reżyserii Jegora Konczałowskiego.

## Fabuła
Akcja filmu dzieje się w latach 90. XX wieku. Głównym bohaterem jest Filip Korieniew – były milicjant, który w czasach ZSRR trafił do więzienia po zdradzie jakiej dokonali wobec niego jego skorumpowani współpracownicy. Po wyjściu na wolność już w nowym ustroju postanawia odegrać się na nich, jak również walczyć z gangami, jakie powstały i urosły we wpływy w okresie jego odsiadki.

## Obsada
- Gosza Kucenko jako major Filip Michajłowicz Korieniew, pseudonim „Lis”
- Michaił Uljanow jako Ojciec
- Wiktor Suchorukow jako Ambał
- Jewgienij Sidichin jako Barkas
- Wiaczesław Mołokow jako Bobowkin
- Siergiej Weksler jako major Litwinow, komandor SOBR
- Lubow Tołkalina jako Luba
- Jusup Bakszyjew jako Kent
- Aleksandr Bałujew jako Szaman
- Walentin Hołubienko jako Gangrena
- Nikołaj Czindiajkin jako Łarczenkow
- Jurij Kuzniecow jako Kryłow
- Aleksandr Bielawski jako Król
- Siergiej Szakurow jako Krzyż
- Wiktorija Tołstoganowa jako Tamara

## Źródła i linki zewnętrzne
- Strona na Filmweb.pl
- Strona w bazie IMDb (ang.)